# 狹葉薰衣草
狹叶薰衣草（学名：Lavandula angustifolia），又名薰衣草、真薰衣草、英國薰衣草，是唇形科，薰衣草屬的一種灌木。原產於地中海地區的西部，目前世界上主要種植地有歐洲的西班牙北部的山脈與庇里牛斯山脈，保加利亞高山地區和亞洲的中國大陸甘肅的清水縣。在澳門亦有隨葡萄牙傳入，並以之製作藥油。狹葉薰衣草對氣候，海拔都要求較高，所以種植面積不及雜交品種的薰衣草種植面積。歐洲的法國普羅旺斯地區和中國大陸的新疆伊犁地區都是以種植雜交薰衣草為為世人熟知。
狹葉薰衣草具有強烈的香味，植株高度約一至二公尺高；茎弯曲多分枝；披针状线形的叶子对生，叶子長2－6厘米、寬0.4－0.6厘米，全缘或反卷；夏季开蓝紫色花（薰衣草色），每6－10朵轮生，在在枝條頂端密集成穗狀花序，花序長2－8公分，花序下有一枝細長且無葉的莖，莖長10－30公分。
狹葉薰衣草雖然被稱為英國薰衣草，不過並不是英國原產的植物。以前認為薰衣草（Lavandula officinalis）與狹葉薰衣草是兩種不同植物，新的研究認為兩者是同一種植物，而將薰衣草的學名Lavandula officinalis處理為狹葉薰衣草的同種異名。
其種小名angustifolia的意思是“狹葉”。

## 栽培
這是常見的觀賞植物。它鮮豔的花色、香味和需水量低的存活能力，使它成為受歡迎的植物。它在常溼環境中不易成長。它相當耐寒，一般將它列為USDA耐寒性第5類（hardy to USDA zone 5）。

## 使用
除了作為觀賞植物外，它的花和葉也能作為中草藥，可製成薰衣草精油或草本茶。它的花也能作為藥膳，一般都和法國香草混合，稱為「Herbes de Provence」。
薰衣草精油，以基底油（carrier oil）稀釋後，通常用來作為按摩療法的弛緩劑（relaxant）。家庭用的包括化妝品、裝有薰衣草花或精油的香薰眼枕、沐浴香薰油等，都是用來使人放鬆的產品。

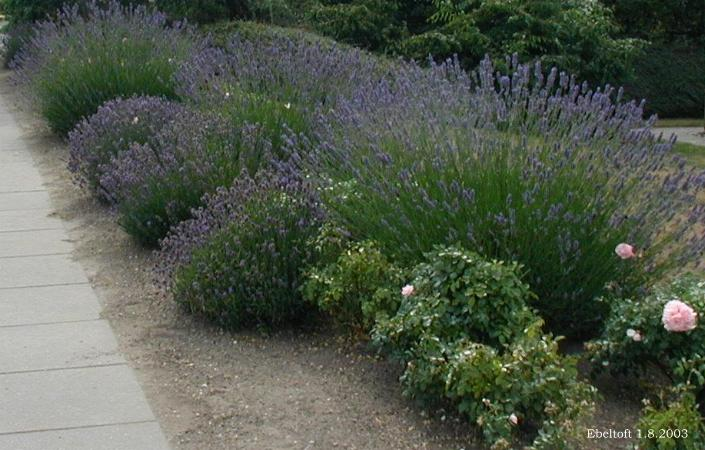
花园中的两种变型

## 亚种
- Lavandula angustifolia angustifolia
- Lavandula angustifolia pyrenaica

## 外部連結
- Lavender fields in the Provence （页面存档备份，存于）
- Wikiversity has bloom time data for Lavandula angustifolia on the Bloom Clock （页面存档备份，存于）